# Theridion setum
Theridion setum là một loài nhện trong họ Theridiidae.
Loài này thuộc chi Theridion. Theridion setum được Chuandian Zhu miêu tả năm 1998.